# MAL Magyar Alumínium Termelő és Kereskedelmi Zrt.

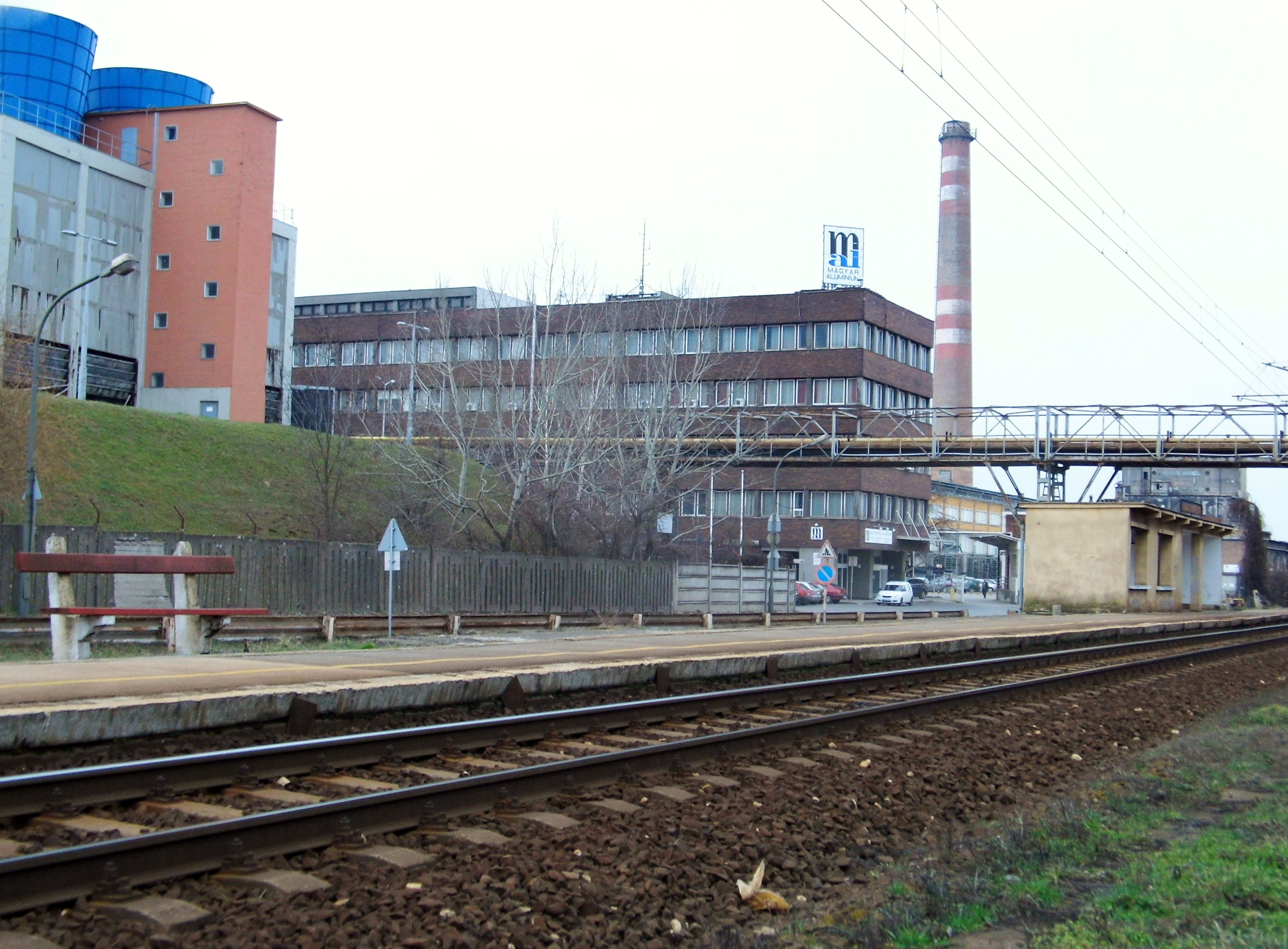
a gyár

A MAL Magyar Alumínium Termelő és Kereskedelmi Zrt. (MAL Zrt.) egy állami felügyelet alatt lévő magyar alumíniumipari cég, mely az úgynevezett „spontán privatizáció” révén, a rendszerváltáskor vált állami cégből magáncéggé. 2010. október 12-én, kedden állami irányítás alá került a cég a vörösiszap-katasztrófa miatt.

## Története
A társaságot 1995-ben alapították, az alumíniumipar privatizációja kezdetén. A privatizációs időszak alatt a céghez került több, az iparhoz kapcsolódó vállalkozás (bakonyi bauxitbánya, az Ajkai Timföldgyár, az inotai alumíniumkohó), eközben a cég részvénytársasággá alakult.
A társaság kihasználva, hogy a Magyarországon megtalálható és még gazdaságosan kitermelhető bauxit teljes mennyisége különböző minőségű és feldolgozottságú hidráttá és timfölddé dolgozható fel, Magyarország egyik legnagyobb ipari vállalatává nőtte ki magát. A társaság termékeinek 70-75%-át nyugat-európai országokba exportálja.
A MAL Zrt. az 1997–98-ban végrehajtott újraszervezéssel terméktájékoztató üzleti egységeket hozott létre, megteremtve a divíziók önálló elszámolási és érdekeltségi rendszerét, egyúttal jelentősen csökkentve a működési költségeket.
A társaság 2001-ben szerkezetileg át lett alakítva, amikor a szlovén SILKEM d.o.o. zeolitokat és timföldet gyártó céget felvásárolta.
2004-ben többségi tulajdont szerzett a boszniai Rudnici Boksita Jajce bauxitbánya társaságban.
2005 júniusában a Bakonyi Bauxitbánya Kft.-től átvette a mélyművelésű bauxittermelést.
2006. január 31-én leállították az inotai alumíniumkohót a magas villamos energia árak miatt, de ezzel egyidőben két új hulladékolvasztót létesítettek.
2007. június 1-jén az INOTAL Alumíniumfeldolgozó Kft. részére értékesítette az Inotán működő alumínium félgyártmány előállító kapacitásait.

### Tulajdonosok 2010-ben
- Tolnay Lajos (40%)
- Petrusz Béla (30%)
- Bakonyi Árpád és fia, Bakonyi Zoltán (30%)

### Működési adatok
| (Ezer forintban)             | 2009. év      | 2008. év      | 2007. év       |
| ---------------------------- | ------------- | ------------- | -------------- |
| Értékesítés nettó árbevétele | 28 280 627 Ft | 34 797 784 Ft | 56 360 540 Ft  |
| Üzemi eredmény               | 238 814 eFt   | 154 545 eFt   | -2 355 713 eFt |
| Adózás előtti eredmény       | -362 857 eFt  | -44 080 eFt   | -1 251 155 eFt |
| Mérleg szerinti eredmény     | -362 857 eFt  | -44 080 eFt   | -1 578 008 eFt |
| Adózott eredmény             | -362 857 eFt  | -44 080 eFt   | -1 314 513 eFt |
| Saját tőke                   | 8 055 603 eFt | 8 290 509 eFt | 8 449 531 eFt  |

### Ajkai vörösiszap-katasztrófa
2010. október 4-én a déli órákban átszakadt a cég tulajdonában lévő Ajkai Timföldgyár vörösiszap-tározó gátja. Rövid idő alatt mintegy egymillió köbméter erősen lúgos, iszapos víz árasztotta el Kolontár falut. Az iskolából a tűzoltóknak kellett kimenteniük a gyerekeket, az iszap elöntötte az utcákat. A vörösiszap-áradat a Torna-patak völgyében a közeli Devecser felé folyt tovább, ott és még további településeken is súlyos károkat okozva.
A 2010. november 5-én nyilvánosságra hozott kormányhatározat a MAL Zrt.-t nevezi meg az október 4-én bekövetkezett katasztrófa károkozójának. (Mivel a kormányhatározat nem jogszabály, nem írhat elő kívülállók számára kötelezően betartandó normákat, így csak a kormány tagjainak és a kormányszerveknek nyújtott útmutatásnak tekinthető.) 